# Prahovo
Prahovo (em cirílico:Прахово) é uma vila da Sérvia localizada no município de Negotin, pertencente ao distrito de Bor, nas regiões de Timočka Krajina e Negotinska Krajina. A sua população era de 1324 habitantes segundo o censo de 2010.

## Demografia
| 1948  | 1953  | 1961  | 1971  | 1981  | 1991  | 2002  |
| ----- | ----- | ----- | ----- | ----- | ----- | ----- |
| 2 186 | 2 174 | 2 600 | 2 455 | 2 412 | 2 296 | 1 506 |